# Lucia (Film)
Lucia ist ein kubanischer Spielfilm in Schwarzweiß aus dem Jahr 1968 von Humberto Solás, der auch das Drehbuch verfasst hatte. Die Hauptrollen sind mit Raquel Revuelta, Eslinda Núñez und Adela Legrá besetzt. Seine Weltpremiere hatte der Film im Oktober 1968 in Kuba. In Deutschland konnte man ihn erstmals am 27. April 1970 im Programm des Zweiten Deutschen Fernsehens (ZDF) sehen.

## Handlung

### Allgemein
In drei verschiedenartig angelegten und in sich abgeschlossenen Episoden behandelt der Film private Liebesgeschichten, die vor dem Hintergrund bestimmter revolutionärer Epochen des Landes spielen und Einblicke in Teilaspekte der gesellschaftlichen und politischen Struktur und Geschichte Kubas gewähren sollen.

### Episode I
Die erste, um 1895 angesiedelte Episode spielt zur Zeit des Kampfes gegen die spanischen Kolonialherren. Im Mittelpunkt der Handlung steht die wohlbehütete und der kleinen Schicht der Besitzenden angehörende Lucia, die sich in den aus Spanien stammenden Rafael verliebt. Nachdem Lucia die Grausamkeit des Krieges persönlich erlebt hat und von ihrem Geliebten im Stich gelassen worden ist, ermordet sie ihn.

### Episode II
Die Lucia dieser zweiten Geschichte verliebt sich 1932 in einen Revolutionär, verlässt daraufhin ihr bürgerliches Elternhaus und unterstützt den Kampf gegen den verhassten, diktatorisch regierenden Präsidenten Gerardo Machado. Dieser wird schließlich gestürzt, aber Korruption und Misswirtschaft bleiben weiterhin bestehen. Aldo, Lucias Geliebter, erkennt, dass das Ziel der Revolution noch lange nicht erreicht ist, kämpft deshalb weiter und wird schließlich erschossen. Lucia bleibt allein zurück.

### Episode III
In der dritten, in den 1960er Jahren angesiedelten Geschichte hat die Revolution gesiegt. Lucia III ist glücklich mit dem krankhaft eifersüchtigen Tomas verheiratet, der seine Frau als Eigentum betrachtet und sie im Haus einschließt. Nicht zuletzt unter dem Einfluss eines jungen Lehrers, der während der Kampagne gegen den Analphabetismus ins Dorf gekommen ist und Lucia Lesen und Schreiben beibringt, begreift die junge Frau, dass sie aus ihrem Sklavendasein ausbrechen und ihren rasenden Mann – zumindest vorübergehend – verlassen muss.

## Kritik
Der Evangelische Film-Beobachter fasst seine Kritik so zusammen: „Durch seine Ursprünglichkeit, Naivität und Aggressivität faszinierender Film, dessen Episoden allerdings von unterschiedlicher Qualität sind.“

## Weblink
- Lucia bei IMDb